# Fleetwood
Fleetwood je město ve Velké Británii, ležící asi 10 kilometrů severně od města Blackpool na poloostrově Fylde v nemetropolitním hrabství Lancashire. Žije zde necelých 26 tisíc obyvatel (2011). Fleetwood má rozlohu asi 10 kilometrů čtverečních.
Město založil v roce 1836 poslanec a podnikatel s nemovitostmi Peter Hesketh-Fleetwood, po němž bylo pojmenováno. Fleetwood je přímořské letovisko s promenádou a marinou, provozuje se zde kitesurfing, město nabízí návštěvníkům také muzeum a koncertní síň Marine Hall. Ukázkou viktoriánské architektury je dvojice majáků Beach Lighthouse a Pharos Lighthouse z roku 1840, které projektoval Decimus Burton. Památkově chráněný je římskokatolický kostel sv. Marie podle projektu Edwarda Welbyho Pugina z roku 1867. Tradičním zaměstnáním místních obyvatel je rybolov: ještě v šedesátých letech zaměstnával okolo 11 000 osob, v důsledku tresčích válek se počet fleetwoodských rybářů snížil na 600.
Místní firma Lofthouse Ltd. je výrobcem pastilek proti nachlazení Fisherman's Friend podle receptu z roku 1865.
Ve Fleetwoodu byla 15. července 1922 uvedena do provozu první plně automatizovaná telefonní ústředna v Anglii.
Chloubou tohoto města je fotbalový klub Fleetwood Town FC, založený v roce 1908, který hraje třetí nejvyšší anglickou ligu League One.